# 지진동

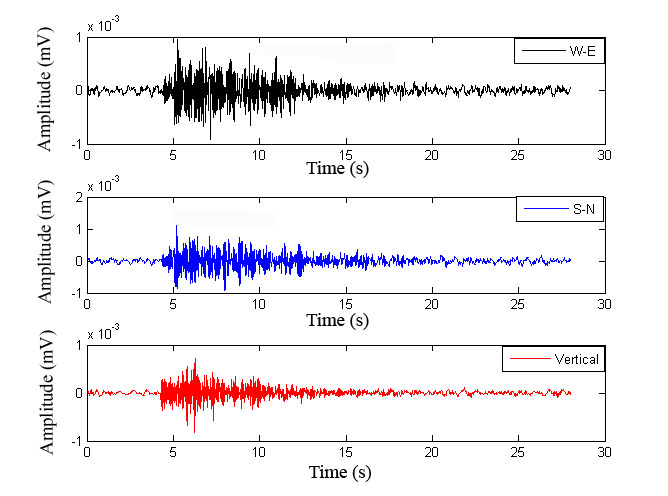
지진계에 잡힌 지진동의 모습

지진동(地震動, Ground motion)은 지진파가 지표에 도달할 때 지반의 흔들림을 말한다. 특정 지점의 지진동은 공학적으로 일종의 진동 현상에 해당한다. 지진동은 지반의 진동이지만 각 지반의 우세주기(predominant period)라는 고유한 주기가 존재한다.
지진동 가운데 최초의 움직임은 특별한 의미를 갖고 있어서 이를 초동(初動)이라 하며, 이것으로부터 진원에서 어떤 힘이 작용하였는지를 추정할 수 있다. 지진동의 세기는 지진계로 측정하고, 또 인체의 감각으로 판단한다.
지각이 완전히 고른 구조이면 지진동의 세기는 진앙(震央)을 중심으로 한 동심원상으로 감쇠한다고 생각되지만, 실제로는 그렇지 않고 진앙보다 먼 데서 오히려 지진동이 강한 경우가 있다. 이 같은 지역을 이상진역(異常震域)이라 한다.

## 공학적 특징
지진동은 연속적인 하나의 움직임이 아니라 짧은 주기의 움직임 여러 개가 반복하는 진동이다. 반복되는 진동은 지진이 발생하는 단층에서 압력→팽창→압력→팽창 ... 의 과정이 매우 짧은 주기로 반복되면서 생긴다.
지진이 발생하는 단층에서는 지진이 일어날 때 강한 힘으로 단층면이 서로 어긋나지만, 어긋나는 면 자체는 암반이나 단단한 토사이기 때문에 매끄럽지 않고 면의 크기가 극미소지진(규모 M1 이하의 지진)에서도 수 m2, M9 이상의 초거대지진에서는 약 1만 km2로 매우 넓기 때문에 어긋나는 속도와 그 정도가 각 지역마다 차이가 발생해 그 진동도 불균일하게 발생한다.
지진동이 발생하면 주변에 대략 3-7 km/s의 속도로 전파된다. 전달되는 속도와 그 전파 특성은 지진동의 특성에 따라 달라진다. 또한 지반의 성질에 따라서도 지진파의 속도와 그 특성이 달라진다. 지진동이 전달되는 과정에서 지진동이 점차 약해지는 상황을 지진동의 감쇠, 역으로 강해지는 상황을 지진동의 증폭이라고 부른다.
지반의 성질이나 진동의 성질에 따라 지진동이 간섭, 합성되어 지진동의 주기가 변화하기도 한다. 이런 진동의 성질은 파동으로 해석하는 경우가 많다. 벡터인 지진동을 방향별로 스칼라 성분으로 분석할 경우 상하 성분, 동서 성분, 남북 성분 3가지로 나눠 설명한다. 이 때문에 종진동, 횡진동과 같은 진동 특징은 지진파가 아니라 상하, 동서, 남북과 같은 지진동 방향의 차이로 구분한다.

## 흔들림에 따른 지진동
지진동을 크게 구분하면 초기미동과 주요동 2개로 나눌 수 있다. 초기미동이란 지진이 발생했을 때 처음으로 도달하는 작은 미세한 진동을 의미한다. 지진파 중 P파로 유발되는 흔들림이다. 초기미동은 P파 도달 후부터 S파 도달 사이까지 지속되며 이후의 거센 진동을 주요동이라고 부른다. 주요동은 주로 지진파 중 S파와 표면파로 유발되는 흔들림으로 지진의 피해 대부분을 가져오는 지진동이 주요동이다.

## 주기에 따른 지진동

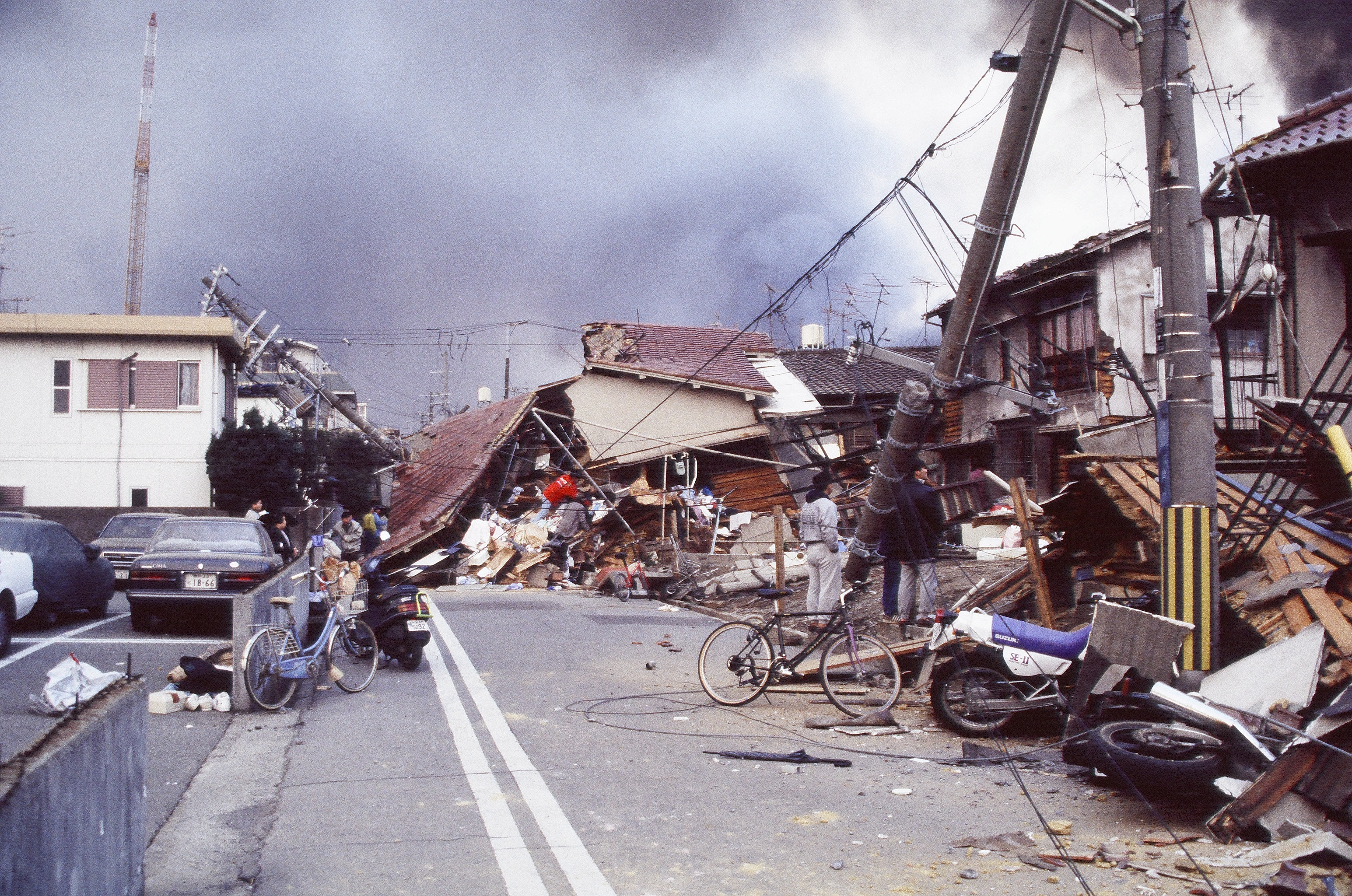
효고현 남부 지진에서는 단층 직하에서 주기 1-2초 사이의 지진동이 매우 커 큰 피해를 가져왔다.

주기에 따른 지진동은 크게 5-6개로 나뉜다.
지진동의 주기가 길수록 감쇠 현상이 잘 일어나지 않아 먼 거리까지 진동이 잘 전달된다. 또한 진동을 전달하는 지반이 단단할수록 주기가 짧은 지진동이 더 잘 전달된다. 지진동의 주기와 피해 사이 관계는 1980년대 무렵부터 지진계의 정확도가 늘어나면서 해명이 진행되었다. 현재까지도 연구가 진행중이며, 지진동 분석을 통해 방재 측면에서 개선을 진행하고 있다.
건축물은 그 건축자재의 강성과 높이에 따른 고유한 공진 주파수를 가지고 있으며, 지진동의 주기와 공진해 큰 피해를 입을 수 있다. 도달한 지진동에 어느 주파수가 가장 큰지에 따라 공진한 건축물의 피해에 차이가 발생하는데, 큰 인명피해를 가져 오는 지진동이 발생했을 때 그 주파수를 "킬러 펄스"라고 부른다. 일반적으로 강성이 높고 저층 건축물일수록 공진 주파수가 높아 고주파가 많은 직하형지진에 큰 피해를 입힐 가능성이 높다. 반대로 강성이 낮고 고층 건축물일수록 공진 주파수가 낮아져 장시간의 장주기 지진동에 큰 피해를 입기 쉽다. 이 장주기 지진동은 잘 감쇠되지 않고 멀리까지 도달해 큰 규모의 지진에 많이 발생하는데 슬로우 슬립으로도 이런 저주파 지진동이 잘 발생한다.
사람에게 가장 큰 영향을 미치는 주파수는 의자에 앉은 상태에서 수직 성분이 4-8 Hz, 수평 성분이 1-2 Hz로 55 dB 이상일 때 가장 강하게 느낀다. 서 있는 상태에서는 이보다 더 긴 주기로, 잠자러 누운 상태에서는 이보다 더 짧은 주기의 지진동을 더 잘 느낀다.
아래는 각 주기별 지진동의 명칭이다.
초단주기 지진동
주기 0.5초 이하의 지진동이다. 실내의 가구나 물건들이 가장 흔들리기 쉬운 주기이다. 계측지진계의 감도가 가장 강한 주파수도 이 지진동이므로 진도와 피해 및 체감진도 사이에 차이가 발생하는 가장 큰 원인이기도 하다.
단주기 지진동
주기 0.5-1초 사이의 지진동이다. 이보다 살짝 짧은 주기의 지진동도 단주기 지진동에 포함된다.
약단주기 지진동
주기 1-2초 사이의 지진동이다. 목조 주택 및 비목조 중저충 건축물이 가장 흔들리기 쉬운 지진동이다. 효고현 남부 지진에서는 단층 직하에서 이 지진동이 매우 커 큰 피해를 가져왔다.
약장주기 지진동
주기 2-5초 사이의 지진동이다. 거대한 탱크나 철탑 등 중규모 중층 건축물이 가장 흔들리기 쉬운 지진동이다.
장주기 지진동
주기 5초 이상의 지진동이다. 이보다 살짝 긴 주기의 지진동도 포함된다. 고층 건축물이나 초고층 건축물이 가장 흔들리기 쉬운 지진동이다. 주기가 짧은 지진동에 비해 건물 등이 흔들리는 폭이 크고, 무거운 물건이 건물의 흔들림에 따라 고속으로 이동하여 사람을 다치게 하거나 물건을 파괴하는 등의 피해를 가져온다.
초장주기 지진동
주기 수백초 이상의 지진동이다. 지구 전체가 흔들리기 쉬운 지진동이며 지구자유진동도 이에 포함된다.

## 같이 보기
- 지진파
- 지진공학
- 내진설계

## 참고 문헌
- 長周期地震動と短周期地震動の違いを簡単な模型を使ってわかりやすく?示したデモンストレーション 보관됨 2021-02-26 - 웨이백 머신 筑波大学システム情報工学研究科 地震防災・構造動力学研究室
- 大崎 順彦 (1983). 《地震と建築》. 岩波新書. 岩波書店.
- 大地 羊三 (1984). 《耐震計算法入門 付・マイコンによる計算プログラム》. 鹿島出版会.
- 이기화 (2016년 10월 30일).  박상준, 편집. 《모든 사람을 위한 지진 이야기》 1판. 서울: 사이언스북스. ISBN 978-89-8371-730-6.
- 이 문서에는 다음커뮤니케이션(현 카카오)에서 GFDL 또는 CC-SA 라이선스로 배포한 글로벌 세계대백과사전의 내용을 기초로 작성된 글이 포함되어 있습니다.